# Mustela erminea karaginensis
Mustela erminea karaginensis es una subespecie de  mamíferos carnívoros  de la familia Mustelidae subfamilia Mustelinae.

## Distribución geográfica
Se encuentra en Kamchatka.